# Rockódromo (festival)
Rockódromo, es el nombre del festival musical que nace a partir del programa “Escuelas de Rock y Música Popular” promovido por el Ministerio de las Culturas, las Artes y el Patrimonio, el cual se realiza de manera anual en Chile. Este certamen de carácter público y gratuito es considerado el espectáculo principal de la Red Nacional de Festivales.
La característica más significativa del Rockódromo es que se encuentra compuesto por diversas bandas y artistas a nivel nacional, que nacen a partir de proyectos musicales que se forman año a año gracias al trabajo de los instructores de “Escuelas de Rock y Música Popular”. A final de cada uno de estos ciclos anuales se inicia un proceso de selección por parte del equipo de este programa y se premia a los proyectos más destacados, invitándolos a formar parte de este gran festival musical en el que comparten escenario con diversos artistas ya consagrados e invitados internacionales.

## Historia
El festival Rockódromo tuvo su primera edición en 2004 y se realizó en las dependencias del antiguo centro penitenciario de Valparaíso, también apodado como la ex-cárcel, el cual actualmente se conoce con el nombre oficial de Parque Cultural de Valparaíso. En ese entonces este espectáculo albergaba al sector más under del arte chileno y se compuso de presentaciones que incluso salían del ámbito musical más típico, como obras teatrales y  pasacalles.
Algunos de los espectáculos más destacados que tuvieron lugar en el recinto de la ex-cárcel fueron los de rama musical de la compañía de teatro La Patogallina, las agrupaciones musicales de La Floripondio, Weichafe, Sinergia, Pequeñas Partículas, Congreso, Cholomandinga y la primera presentación en un gran escenario nacional del ahora reconocido cantautor Chinoy. Sin embargo, este no fue la única sede del evento en esta ciudad, ya que también se ha realizado en el Parque Italia, el famoso Muelle Barón y la cancha de Playa Ancha, e incluso ha contado en múltiples ocasiones con algunos escenarios temáticos distribuidos en otros puntos de esta, como el de la Noche de Culto ubicado en el Teatro Municipal de Valparaíso, la Noche en los Balcones ubicado en la Plaza Aníbal Pinto de Valparaíso y la Gira por los Cerros.
El motivo por el cual se eligió a Valparaíso como sede principal del festival Rockódromo se debe a la estrecha relación de la ciudad puerto con la cultura y la música, ya que esta localidad se ha consagrado como la cuna del rock nacional, la cual ha sido testigo del nacimiento de grandes exponentes musicales, tales como Los Jaivas, Los Blue Splendor, Payo Grondona, entre muchos otros.

## Rockódromo en pandemia
Hasta el 2019 el festival Rockódromo se realizó exclusivamente en Valparaíso, sin embargo, tras la llegada del Covid-19 en 2020 el evento tuvo que ajustar su formato a la modalidad online, siendo así su edición número 16 la primera en realizarse a distancia y bajo una organización regional, en la que se dispuso un escenario por cada región del país que contara con el programa de “Escuelas de Rock y Música Popular”. Este se transmitió vía streaming a través de la cuenta de Youtube "EscuelasdeRock" y por medio de señal radial.
Posteriormente en 2021 el certamen se trasladó a una modalidad mixta, entre lo online y lo presencial, también contando con un escenario registrado por cada región del país, cada uno de estos eventos realizados entre septiembre y diciembre formaron parte previa  del estreno de la jornada masiva del Rockódromo 2021, la cual a diferencia de años anteriores en que se ejecutaba entre las primeras semanas de febrero, se presentó en el mes de diciembre. Además, durante este año debutaron nuevos escenarios en regiones que gestionaron a inicios del 2021 su entrada a “Escuelas de Rock y Música Popular”, como el de la Región de O’Higgins denominado escenario Runkuwe y el de las Regiones de Atacama y Coquimbo, cuyo nombre aún no está completamente definido por ahora.

## Formato
Rockódromo utilizó desde 2004 a 2019 un formato de un único escenario presencial, que se ubicó en diferentes puntos de Valparaíso, donde se reunían los artistas más destacados tras la selección de los instructores de “Escuelas de Rock y Música Popular” al terminar el proceso formativo anual de los participantes.
En 2020 el formato en su modalidad presencial cambió al de modalidad online, presentando así un escenario por cada región del país que contara con este programa, el cual se transmitió a través de las diferentes plataformas que colaboran con este.
En 2021 contó con un formato híbrido en el cual se dispusieron 16 escenarios, uno por cada región a lo largo del país, los cuales fueron utilizados para las versiones previas en que se seleccionan a las bandas y solistas que posteriormente compondrán el gran festival Rockódromo. Estos son organizados según la realidad sanitaria de cada localidad, tomando en cuenta el aforo que corresponda a la fase del Plan Paso a Paso que rige en el lugar y la modalidad del acceso al evento. Cabe destacar que a pesar de la pandemia este certamen continúa siendo de carácter público y gratuito.

## Sedes
Los escenarios que actualmente componen la versión previa del festival Rockódromo por región son:
- Región de Arica y Parinacota: Escenario “Chinchorro sin Fronteras”
- Región de Tarapacá: Escenario “Ike-Ike”
- Región de Antofagasta: Escenario “Alicanto”
- Región de Atacama: Nombre por confirmar (primera versión 2021)
- Región de Coquimbo: Nombre por confirmar (primera versión 2021)
- Región de Valparaíso: Escenario “Rockódromo Pacífico”
- Región Metropolitana de Santiago: Escenario “Rockódromo Cordillera”
- Región del Libertador General Bernardo O'Higgins: Escenario “Runkuwe” (primera versión 2021)
- Región del Maule: Escenario “Pablo de Rokha”
- Región del Biobío: Escenario “Son del Biobío”
- Región de La Araucanía: Escenario “Festival de la Región de La Araucanía”
- Región de Los Ríos: Escenario “Marea Rock”
- Región de Los Lagos: Escenario “Festival Los Lagos”
- Región de Aysén del General Carlos Ibáñez del Campo: Escenario “Confluencia”
- Región de Magallanes: Escenario “Ruido Austral”